# Дніпровський машинобудівний завод
Дніпро́вський машинобудівни́й заво́д (створений 19.03.1952 р. у м. Дніпропетровськ, з червня 2016 — м. Дніпро) — виробниче об'єднання, потужний режимний науково-виробничий комплекс завод № 933 в системі військово-промислового комплексу (ВПК) Радянського Союзу (колишнього СРСР) — широко відомий як «друге виробництва Південмашу» (об'єктивно таким був лише до березня 1952 року і, є лише «вихідцем» з нього). За «легендою режимного прикриття» застосовувалась і інша назва: «Дніпропетровський завод холодильників» (як виробника популярного серед населення 70-90-х роках минулого століття модельного ряду високоякісних домашніх електрохолодильників — «Дніпро», «Дніпро-2», «Дніпро-2М», «Дніпро-2МС»).

## Основна спеціалізація при створенні
Головною спеціалізацією підприємства, при його створенні у 1952 році, було визначено: розробка і виробництво приймально-передавального обладнання, обладнання обробки інформації (аналогового і цифрового), спеціальних обчислювачів, ремонтно-перевірочних баз (РПБ) для об'єктів радіолокаційних систем (РЛС) Протиповітряної оборони (ППО), протиракетної оборони (ПРО), системи проти ракетного нападу (СПРН), систем контролю космічного простору (СККП), протикосмічної оборони (ПКО).

## Спеціалізація після конверсії
Після розпаду СРСР, внаслідок вимушеної глибокої конверсії, протягом 90-х років минулого століття, окремі потужності заводу було перебудовано, інші — створено заново, відповідно до потреб нової спеціалізації заводу цього періоду, як першого вітчизняного науково технічного комплексу з розробки і виробництва цифрових засобів і систем зв'язку — С-32 і «Дніпро», «Бастіон». В Україні завод відомий як «Дніпровський машинобудівний завод» (ВО ДМЗ), організаційна форма — виробниче об'єднання, відкрите акціонерне товариство, Державна акціонерна холдингова компанія (ДАХК ДМЗ), Державна холдингова компанія (ДХК ДМЗ).

## Історія, етапи створення і функціонування. Продукція
- На виконання Постанови Ради Міністрів СРСР (РМ СРСР) від 19 березня 1952 р. № 1378-463, наказом від 21.03.1952 р., Міністерства озброєння (МО), друге виробництво (шинний завод) заводу 586 (відома відкрита назва — Південний машинобудівний завод (ПМЗ) виділено в самостійне підприємство «Державний Союзний завод № 933» (відкрита назва для листування — поштовий ящик № 192 (п/я № 192), з підпорядкуванням 8-му Головному управлінню Міністерства озброєнь СРСР (до 1946 року - Народний комісаріат оборонної промисловості)[ru]
- Постановою РМ СРСР від 19 березня 1952 р. № 1378-463 на Державний Союзний завод № 933 покладалось завдання забезпечення виконання замовлень третього Головного управління при РМ СРСР з виготовлення апаратури РЛС Б-200 — імпульсні генератори ГІМ-3 (генератор імпульсний Мінца), «шафи» живлення № 86, № 91;
- 04.06.1952 р. Наказом міністра озброєнь СРСР(МО) Устінова Д. Ф. призначено основний склад перших керівників заводу № 933: Очеретько П. М. — директор, Лук'янов С. С. — т.в.о. головного інженера — головний технолог,  Сімонов Михайло Іванович — головний конструктор, та ін. Через нетривалий час, наказом МО від 10.12.1952 р., заступником директора-головним інженером заводу 933 було призначено Дмітрієва Віктора. Борисовича.
- З березня 1954 р. заводом № 933 освоюється виробництво курсових планшетів для зенітної артилерії «КП-ВНОС». Виробництво планшетів продовжувалося два роки — з 1954 р. по 1955 р.
- з 29 серпня 1955 р наказом міністра оборонної промисловості СРСР (МОП СРСР)[ru] директором заводу № 933 призначений Стромцов Леонід Никифорович;
- На виконання Постанови ЦК КПРС і РМ СРСР за № 2593 від 10.11.1953 року про розгортання на підприємствах оборонної промисловості виробництва товарів народного споживання тривалого вжитку, наказом МОП СРСР[ru] за № 526 від 25.12.1953 р. заводу було доручено у 1954 році створити потужності, організувати виробництво і розпочати серійний випуск домашніх електрохолодильників. Завдання було виконане. Завод їх виробляв впродовж 50 років під відомою і популярною модифікацією — «Дніпро», яких вироблено майже 8 000 000 шт; До того ж виробництво домашніх холодильників сімейства «Дніпро» мало на меті створення надійної і достовірної «легенди прикритя» головного профілю ДМЗ — розробка і виробництво обладнання РЛС.
- Наказом МОП СРСР[ru] заводу № 933 разом з головним підприємством Заводом № 356 (м. Свердловськ, тепер-Катеринбург) поручається в короткі терміни організувати виробництво РЛС СОН 9 [Архівовано 11 квітня 2016 у Wayback Machine.] «Гром-2»;
- Одночасно з виробництвом РЛС СОН 9 [Архівовано 11 квітня 2016 у Wayback Machine.], з березня 1955 року, завод 933 за дорученням МОП розпочав освоєння виробництва і виробництво передавального модуля для РЛС «Кама» [Архівовано 11 червня 2016 у Wayback Machine.] — радіолокаційної станції траєкторних вимірювань космічних апаратів системи контролю космічного простору (СККП)[ru]
- З грудня 1955 року, відповідно до наказу МОП СРСР[ru] від 28.11.1955 р., завод розпочинає роботи з модернізації РЛС СОН 9 [Архівовано 11 квітня 2016 у Wayback Machine.] з завданням початку серійного виробництва з другого півріччя 1956 року; в цей же період організується виробництво наземного радіозапитувача (НРЗ) «Тантал», як окремої складової частини комплексу РЛС СОН9А [Архівовано 4 березня 2016 у Wayback Machine.];
- З першого кварталу 1956 року, завдяки досягнутому високому рівню якості та експлуатаційній надійності обладнання станцій СОН9, СОН9А [Архівовано 4 березня 2016 у Wayback Machine.], завод 933 розпочинає їх постачання на експорт — спочатку в країни народної демократії, а потім — і в інші країни, союзники СРСР;
- З першого кварталу 1956 року МОП СРСР[ru] доручає заводу 933, по конструкторській документації(КД) Радіотехнічного інституту академії наук СРСР (РТІ АН)[ru] виготовлення трьох комплектів нового потужного передавача ГІМ-4 для експериментальної радіолокаційної установки «РЕ» системи «А», призначеної для дослідження радіолокаційних характеристик балістичних ракет. ГІМ-4 є модернізованою версією передавача ГІМ-3 РЛС Б-200;
- Одночасно з виготовленням ГІМ-4, завод веде підготовку виробництва ще трьох експериментальних зразків надпотужних передавачів ГІМ-5(КД РТІ АН) — два комплекти для зенітно-ракетного комплексу С-50 системи ППО м. Ленінград (тепер — м. Санкт-Петербург), і один — для системи ЗРК С-25;
- У жовтні-листопаді 1955 року завод 933 одержує від МОП СРСР[ru] завдання розгортання виробництва передавачів системи «Даль» [Архівовано 31 липня 2016 у Wayback Machine.] — САЗО і СПК «Фенікс». Завод виконав завдання, але проект, внаслідок концептуальних помилок розробників був у 1963 році припинений. Виробництво обладнання заводом тривало до лютого 1963 року;
- Наказом від 15.06. 1956 року 4-го Головного управління МОП СРСР[ru] заводу 933, спільно з КБ-1 і Кунцевським механічним заводом[ru] доручається освоїти і розпочати з жовтня 1956 року по КД КБ-1 виробництво 2-х комплектів апаратури тренування бойових розрахунків РЛС Б-200-АТ «Тренажер»;
- За наказом від 05.03.1956 р. 4 ГУ МОП СРСР[ru] завод розпочинає підготовку виробництва передавального комплексу ПА-20 системи С-75 (РСНА-75 «Двіна»). Виробництво розпочато в термін встановлений наказом — з 01.07.1956 р.; з жовтня 19578 року завод розпочинає виробництво модернізованих передавачів П-20 РСН-75 («Десна») системи С-75;
- 1956—1957 р.р. МОП СРСР[ru] доручає заводу № 933 виготовити передавач надвеликох потужності для системи «А» і модулятора великої потужності по тематиці «Мамонт». Апаратура була виготовлена і здана військовому представництву «Замовника» (ВП) в другому кварталі 1957 року;
- З липня 1956 року завод освоює передавачі ПА 20 для системи С-75 (РСНА-75 «Двіна») (спільна розробка Кунцевського механічного заводу (КМЗ) і Конструкторського бюро заводу (КБ). Відомий факт: ЗРК 75, укомплектованого надпотужним передавачем ПА-20, що був вироблений заводом, 01.05.1960 року, на висоті 21000 м, було знешкоджено літак-розвідник «Локхід У-2» в повітряному просторі району м. Свердловська. ЗРК-75 надійно протистояли авіаційним ударам у період в'єтнамської війни.
- Відділ головного конструктора (ВГК) заводу набуває статусу: «Особого конструкторського бюро» (ОКБ заводу 933). Начальником ОКБ призначається Сімонов М. І.
- На виконання Постанови РМ СРСР № 1363-684 про розвиток радіорелейних ліній з метою їх впровадження в народне господарство розвитку міжміського телефонного зв'язку, розповсюдження телевізійних передач центрального телебачення, та телеуправління виробничими процесами наказом МОП СРСР[ru] 4ГУ і заводу 933 доручалось організувати по КД серійне виробництво 60-ти канальної радіорелейної лінії (РРЛ Р-60) по КД НДІ «Радіо» (керівник проекту — Бородіч С. В.) Виготовлення і налагодження першого дослідного зразка Р-60 закінчене у квітні 1957 року, з допомогою якого, спеціалістами заводу 933 було проведено успішне експериментальне приймання телевізійного сигналу з телестудії м. Харкова. Цей день вважається днем народження Дніпропетровського регіонального телебачення. За результатами випробувань було прийнято рішення про розвиток станцій Р-60, із збільшенням кількості каналів до 120, і, як наслідок, створення нової потужнішої РРЛ Р-120;
- Протягом 1961—1963 р.р. заводом проводиться масштабна модернізація РЛС Б-200 (С-25 «Беркут») із заміною передавачів ГІМ-3 і 4 на ГІМ-6, разробки РТІ АН СРСР; У 1961 році П-20 модернізується як П20-М для РСН-75М («Волхов»), а потім — РСН-75ВМ «Волхов-М»[ru]
- У 1961 році для наземного регламентного контролю ракет системи С-75 по КД КБ-1 завод освоює виробництво і серійний випуск контрольно-випробувальних станцій КІПС-75, які потім модернізуються до КІПС-В (для РСН-75ВМ («Волхов», «Волхов-ВМ»[ru]). З 1970 року КИПСи вже виробляються в комплекті з апаратурою ПКУ 5М68 для контролю нових типів зенітних ракет ЗРК 75ВМ.
- Організаційно: для оперативного проведення модернізації РЛС Б-200 в умовах їх бойового чергування (поза територією заводу), в структурі заводу створюється новий структурний підрозділ — монтажний відділ (МВ)(начальник відділу — Бабич Ю. М.). В наступні роки цей відділ переросте в потужне самостійну структурну одиницю: виробничо-монтажне управління (ВМУ), загальною чисельністю до півтори тисячі працівників. На ВМУ у подальшому будуть покладені обов'язки представлення інтересів заводу в умовах об'єктової кооперації та координацію зовнішніх зв'язків з виконання монтажно-налагоджуваних робіт, передачею військам апаратури в експлуатацію на об'єктах їх дислокації, виробленої заводом за замовленнями МО СРСР.
- З метою ураження літальних об'єктів на низьких висотах з липня 1960 року по КД КБ-1 завод починає виробництво передавача УВ-20 (УВ 20М) для РЛС СНР-125, (ЗРК «Нева») системи С-125;
- З 4 кварталу 1965 року завод розпочинає серійне виробництво передавача РП-20 для радіодальноміра РД-75 (5Н68 — «Амазонка» — як додатковий канал радіовізиру РСН-75В);
- У порядку реалізації плану оптимізації режимно-секретних заходів з 01.01.1967 року завод № 933 перейменовується під назвою: «Дніпропетровський завод радіорелейних приладів» (ДЗАРП, п/я 8302); ОКБ заводу 933 набуває статусу окремої юридичної особи; Конструкторське бюро Дніпропетровського заводу радіорелейних приладів (КБ ДЗАРП; п/я Р6199);
- З 1967 року завод проводить освоєння і починає серійне виробництво тренажера бойових розрахунків ЗРК-75 — «Аккорд» — апаратура комплексного контролю і оцінки ракетного дивізіону") — 5Г98). Зазначена апаратура дозволила зекономити значні державні кошти за рахунок навчання бойових розрахунків шляхом проведення імітаційних пусків ракет, (без реального пуску ракети), але максимально відповідному бойовому.
- З вересня 1961 року завод почав виробництво передавачів, модуляторів, хвилепровідних трактів для радіовисотовимірювача «Вершина» .
- У листопаді 1962 року завод починає освоєння передавача (радіопередавального центру (РПЦ) РЛС Б-200 для апаратури системи С-200 («Ангара»-5Н62). З 1969 року — модернізується як РПЦ С-200В («Вега»), заміною основної шафи передавача КГ-11 на КГ-11В, яку було виконано «районом-Б» з впровадження «нульових» доопрацювань виробничо-монтажного управління заводу (ВМУ), в умовах бойового чергування ракетних дивізіонів Радянської Армії і країн Варшавського договору;
- У червні-жовтні 1968 р. завод розпочинає виробництво РЛС «Оса» (9К33);
- З 01.01.1972 року завод одержує третю у своїй історії назву: «Дніпровський машинобудівний завод» (ДМЗ, п/я Г-4249), а конструкторське бюро — Конструкторське бюро ДМЗ (КБ ДМЗ, п/я Г-4135);
- У березні 1973 року Мінрадіопром[ru] визначив ДМЗ, разом з КБ ДМЗ головним розробником КД радіолокаційних засобів захисту ЗРК від ракет самонаведення, для нейтралізації ракет противника типу «земля — повітря». У вересні 1974 року ДМЗ виконав це завдання і виготовив апаратуру 5Н78 («Дублер»). Головний конструктор проекту «Дублер» 5Н78 Чернишов А. А. був нагороджений орденом «Трудового Червоного прапора». У подальшому вироблялась удосконалена версія «Дублера» 5Н78 — апаратура 5Н99, для захисту ЗРК С-125М, яку за конструкторською документацією (КД) КБ ДМЗ виготовляв вже Московський радіотехнічний завод (МРТЗ)[ru], а ДМЗ постачав йому апаратуру лише передавачів;
- з 1959 року ДМЗ по КД РТІ АН СРСР[ru] розпочинає виробництво приймально-індикаційної апаратури, загально станційної і апаратури керування першої надгоризонтної РЛС ЦСО-П «Дністер» 5Н15 для радіолокаційних вузлів раннього виявлення (РО) стартів атакуючих БР ((РО-1 (Мурманск), РО-2 (Скрунда, Латвія)) та вузлів раннього виявлення штучних супутників Землі (ОС-1, м. Усольє-Сибірське, Іркутської обл.) і ОС-2 — оз. Балхаш). З 01.01.1965 р. заводу доручається виробництво апаратури РЛС ЦСО-ПМ (Дністер-М, 5Н15М) для РЛ вузлів РО1 РО2 ОС-1 ОС-2 та командних пунктів РЛ вузлів «РО» і «ОС». З травня 1971 року проводиться нова модернізація апаратури «Дністер»,  Дністер-М" на вузлах «РО» і «ОС», для яких ДМЗ виробляє і постачає, монтує і налагоджує обладнання РЛС «Дніпро» (5Н86).
- Для створення безперервного радіолокаційного поля надгоризонтного виявлення стартів БР на західному, південно-західному і південному ракетонебезпечних напрямках, на базі РЛС «Дніпро» (5Н86) створюються вузли РО-4 (м. Севастополь), РО-5 (м. Мукачеве). Обладнання для них поставив ДМЗ;
- З листопада 1968 року завод долучається до проекту НДІ Дальнього радіозв'язку (НДІ ДАРЗ)[ru] з розробки і виробництва апаратури засобів загоризонтного виявлення стартів БР), та ЦНДІ «Комета» по тематиці космічної системи виявлення стартів БР. у листопаді 1970 року завод починає роботи з освоєння виробництва посилювачів потужності Р-23 (5Н77, «Яструб»), та передавального обладнання для РЛС «Дуга». У 3 кварталі 1971 року завод по КД ЦНДІ «Комета» виготовляє передавальну апаратуру МСГ для комплексу «УС-К». На початку 80-х років було прийнято рішення про створення космічної системи раннього виявлення стартів БР, МБР, БРПЛ з континентів та акваторій морів і океанів (УС-КМО). Завод з 1981 по 1988 р.р. виробляє апаратуру прийому і обробки інформації від КА системи «УС-КМО» та передавальну апаратуру МСГ, апаратуру управління, контролю і обробки інформації для об'єктів командних пунктів системи;
- У травні 1970 року на базі філії ДМЗ, у м Жовті Воді, наказом Мінрадіопрому, створюється окреме підприємство Південній радіозавод (ПРЗ), таким чином на базі ДМЗ де-факто оформлюється виробниче об'єднання у складі юридичних осіб: ДМЗ, ПРЗ і КБ ДМЗ.
- З лютого 1972 р. заводом розпочато виробництво унікального радіоелектронного обладнання приймальної позиції РЛС «Даугава» (5У83) з фазованою антенною решіткою (ФАР). РЛС «Даугава» (5У83)призначалась для розширення технічних можливостей радіолокаційного вузла раннього виявлення (РО-1, РЛС «Дніпро», район м. Мурманськ) в складі СПРН. Основна мета — виявлення та одночасного супроводження до однієї !!! тисячі цілей на відстанях до 5000 км, розміром (ефективною поверхністю розсіювання об'єктів) 0,5 м .
- Розробка обладнання РЛС «Даугава» (5У83) була здійснена вперше на базі нових фізичних принципів з застосуванням гібридних НВЧ-технологій. Основне обладнання РЛС (понад 30 функціональних складових) у своєму складі включало засоби автоматичного тестування з автоматичною системою резервування. Заводом вперше виробляються найскладніші аналогово-цифрові лінійки 1МЦА, що одночасно формують сотні діаграм направленості локатора.
- Виходячи із технологічної складності, апаратури РЛС «Даугава» (5У83), надзвичайно високих технічних вимог, великої кількості функціональних складових РЛС, в процес освоєння та виробництва обладнання союливо аналогово-цифрових лінійок 1МЦА, в цей період на ДМЗ вводиться уособлена ланка технічного керівника-координатора робіт — заступника головного конструктора РЛС «Даугава» (5У83) з виробництва обладнання (вперше виконувати цю функцію було доручено заступнику головного інженера КБ ДМЗ Костржицькому В. К.).
- Таке рішення було продиктовано запровадженням нових умов створення апаратури радіолокаційної техніки новітніх розробок по конструкторській документації Головного конструктора (КД ГК), що поєднувало процеси розробки, конструювання, макетування, виробництва дослідних зразків та їх випробування, одночасно з процесом виготовлення обладнання для бойового комплекту РЛС (всупереч діючим нормативним документам, які передбачали декілька послідовних етапів — розробка-виробництво- дослідний зразок — випробування, установочна партія… і тільки після цього створення бойового комплексу). Тим самим суттєво економився час і, що важливіше, значно скорочувались витрати обсягів державних коштів оборонного бюджету. Загальні обсяги виробництва обладнання РЛС «Даугава» (5У83)(понад 200 складових частин) перевищили $250 млн. (в ціновому еквіваленті того часу) .
- Запроваджена і випробувана при створенні обладнання РЛС «Даугава» (5У83)новітня модель тісної взаємодії науки та виробництва витримала перевірку часом і, в подальшому, з успіхом використовувалась в процесі освоєння та виробництва обладнання інших унікальних локаторів ПРО та СПРН — РЛС Дон-2Н (координатори робіт — Чернишов О. О., Юрко В. В.), РЛС Дарьял ((координатор робіт — Писаренко Г. Ю.), РЛС Волга (координатори робіт — Костржицький В. К.., Тарасенко І. А., Фількін М. П.), телекомунікаційного обладнання ЕАТС-ЦА Системи С-32 (координатори робіт — Костржицький В. К., Яременко В. А.) та інші.
- ·1974 рік. Завод розпочинає виробництво повного складу обладнання передавальної та приймальної позицій — РЛС «Дарьял» (5Н79) — принципово нової станції загоризонтної радіолокації з ФАР для вузла РО-30 (Печора) з унікальними можливостями по дальності дії локатора — 6000 км та виявленню і супроводження до одної тисячі об'єктів фізичним розміром до 0,3 м. До складу РЛС входить надпотужний передавальний комплекс (загальна потужність близько 50 МВт), обладнання Командного пункту, ремонтної бази та інше. До приймального комплексу локатора в розширеному складі входить приймальне обладнання, що було застосоване в «Даугава» (5У83).Зусиллями заводу та Конструкторського бюро було організовано масштабне виробництво складових частин передаючого комплексу — прередаючих модулів 1МГА, та пристроїв живлення до них — модуляторів 1МГМ. Створені виробничі та інтелектуальні потужності дали можливість виробництва (вперше в історії заводу) понад 1200 комплектів цих пристроїв протягом одного року, що давало можливість формувати склад передавальної позиції одної РЛС «Дарьял». Такого потужного виробництва НВЧ-генераторів сумарною потужністю більше 50 Мегават на рік, на той час, було зафіксовано вперше в історії радіобудування Радянського Союзу та, як стало відомо пізніше, з відкритих джерел, — і в світовій практиці. Тільки умови надзвичайного режиму цілковитоі таємності тематики створення обладнання цієї РЛС не дозволили зафіксувати це рекордне досягнення у Книзі рекордів Гіннеса. Загальні обсяги виробництва обладнання РЛС Дарьял (понад 1600 складових частин) перевищували $500 млн(в еквіваленті того часу). Створення самої потужної в світі РЛС, відповідальної в Системі попередження про ракетний напад (СПРН) за північно-західний напрямок СРСР, високо оцінено урядом -130 спеціалістів головного виробництва заводу, виробничо-монтажного управління і Конструкторського бюро були удостоєні високих державних нагород. А директор заводу того часу Бояр В. Л. та ноординатор робітпо КДГК -заступник головного конструктора з виробництва Писаренко Г.Ю були удостоєні Державної премії Союзу РСР в галузі науки і техніки. Наступним етапом виробництва було створення повного складу обладнання для радіолокаційного комплексу вузла РО-7 (Габала, Азербайджан).
- З 1984 по 1987 роки завод виготовляє апаратуру РЛС «Дарьял-У» (90Н6) — як укорочений варіант РЛС «Дарьял», яка призначається для заміни обладнання РЛС «Дніпро» на об'єктах РЛ-вузлів «ОС-1», «ОС-2», «ОС-3»;
- У 1986—1988 рр. завод виробляє обладнання РЛС Дарьял-УМ (99Н6) для РЛ-вузлів «РО-2» (м Скрунда, Латвия) і «РО-5» (м. Мукачеве).
- На виконання Постанови ЦК КПРС і РМ СРСР про створення головної РЛС «Волга» (20Ф1) — багатофункціональної твердотільної РЛС дециметрового діапазону частот, для західного РО-напрямку з дислокацією в м. Барановичі (Білорусь). Виробництво основного складу приймально-передавального комплексу (апаратура Т01ФШ, Т01ФМ, Т01АМ) цією Постановою доручається ВО ДМЗ. Для цього на головному заводі ВО ДМЗ та ПРЗ будуються два нових виробництва елементів мікроелектроніки. Заводом, у підсумку, було вироблено 1/4 обладнання складу станції, що дозволило (вже МО РФ) змонтувати і провести настройку апаратури лише на одному «радіолокаційному полотні» — («грані») РЛС «Волга», де провести необхідні заводські випробування. У подальшому, з розпадом СРСР — виробництво обладнання РЛС «Волга» (20Ф1) на ДМЗ припинено.

## Соціальні програми
- Будівництво та утримання на балансі житлового фонду — понад 500 тисяч квадратних метрів, гуртожитки (7 одиниць на 3000 ліжко-місць);
- Будівництво та утримання дитячих дошкільних закладів (13 одиниць) на та об'єктів дитячого відпочинку (2 од. — на 1200 місць);
- Будівництво та утримання об'єктів побутового обслуговування та громадського харчування;
- Будівництво та утримання об'єктів оздоровлення і лікування працівників — поліклініка (370 приймань/добу), Бази відпочинку, корпуси у санаторіях: «Місхор» — 320 путівок, «Марат» — 240 путівок, «Моршино» — 320 путівок;
- Об'єкти спортивно-оздоровчої інфраструктури: стадіон, спортивний зал, критий спортивний манеж, дитяча спортивна школа «Дніпро-75», спортивний клуб «Вихор».

## Нагороди і відзнаки

### Нагороди колективу
- 1966 рік — Орден Трудового Червоного Прапора — за заслуги у створенні, виробництві нової техніки і успішне виконання планів 1959—1965 р.р. (Указ Президії Верховної Ради СРСР від 29 липня 1966 року — завод 933).
- 1967 рік — Пам'ятний Прапор Центрального Комітету Комуністичної партії Радянського Союзу (ЦК КПРС), Президії Верховної Ради СРСР, Ради Міністрів СРСР(РМ СРСР), Всесоюзної Центральної Ради Професійних спілок СРСР (ВЦРПС), Центрального Комітету Всесоюзної Ленінської Комуністичного спілки молоді (ЦК ВЛКСМ);
- 1975 рік — Перехідний Червоний Прапор ЦК КПРС, Ради Міністрів СРСР(РМ СРСР), ВЦРПС, ЦК ВЛКСМ.
- 1978 рік — Орден Жовтневої Революції — за заслуги в створенні і виробництві спеціальної техніки (Указ Президії Верховної Ради СРСР від 17 квітня 1978 року — ДМЗ);
- 1980 рік — Заводу присвоєно ім'я В.І Леніна. (ДМЗ)

### Персональні нагороди
- Герої Соціалістичної праці — 4 особи;
- «Орден Леніна» — 22 особи;
- «Орден Жовтневої Революції» — 18 осіб;
- «Орден Трудового Червоного Прапора» — 148 осіб;
- «Орден Дружби народів» — 12 осіб;
- «Орден Знак Пошани» — 198 осіб;
- «Орден Трудової Слави» — 214 осіб;
- Медалями «За трудову доблесть» і «За Трудову відзнаку» — 367 осіб;
- Лауреаті Державної премії СРСР і УРСР у галузі науки і техніки — 7 осіб;
- «Заслужений працівник галузі» — 10 осіб;
- Орден України «За заслуги» 3 ступеню — 7 осіб;
- медаль «За трудову доблесть» — 5 осіб;
- Почесна Грамота Верховної Ради України — 2 особи;
- Лауреати Державної премії України у галузі науки і техніки — 4 особи;
- Почесні звання України: «Заслужений машинобудівник України», «Заслужений енергетик України», «Заслужений економіст України» — усього 12 осіб;

## Відео
1. Документальний фільм: «Ключи від неба і космоса»